# Opočno
Opočno este o arie protejată (arie specială de conservare — SAC, sit de importanță comunitară — SCI) din Republica Cehă întinsă pe o suprafață de 68,33 ha, integral pe uscat.

## Localizare
Centrul sitului Opočno este situat la coordonatele 50°15′34″N 16°06′53″E / 50.259444°N 16.114722°E.

## Înființare
Situl Opočno a fost declarat sit de importanță comunitară în aprilie 2005 pentru a proteja 2 specii de animale. Situl a fost protejat și ca arie specială de conservare în iulie 2012.

## Biodiversitate
Situată în ecoregiunea continentală, aria protejată nu include niciun habitat protejat.
La baza desemnării sitului se află mai multe specii protejate de  nevertebrate (2): rădașcă (Lucanus cervus), Osmoderma eremita.